# ابوین
ابوین (به لاتین: Abwein) در سرزمین‌های فلسطینی‌نشین با جمعیت ۵٬۵۰۰ نفر است که در استان رام‌الله و البیره واقع شده‌است.